# Roman Szuchewycz
Roman Osypowycz Szuchewycz, ukr. Роман Осипович Шухевич, ps. „Taras Czuprynka”, „Tur”, „Dzwin”, „Szuch”, „R. Łozowśkyj” (ur. 30 czerwca 1907 w Krakowcu, zm. 5 marca 1950 w Biłohorszczu) – ukraiński nacjonalista odpowiedzialny za zbrodnie przeciwko ludzkości, działacz Ukraińskiej Organizacji Wojskowej, przewodniczący referatu bojowego Krajowej Egzekutywy Organizacji Ukraińskich Nacjonalistów, przewodniczący Krajowej Egzekutywy OUN-B na Generalne Gubernatorstwo, zastępca dowódcy batalionu „Nachtigall”, kapitan 201 batalionu Schutzmannschaft, generał i naczelny dowódca Ukraińskiej Powstańczej Armii, przewodniczący Sekretariatu Generalnego Ukraińskiej Głównej Rady Wyzwoleńczej.
Jako główny dowódca UPA ponosi bezpośrednią odpowiedzialność za zaakceptowanie rzezi wołyńskiej jako taktyki UPA przeciwko Polakom i przeprowadzenie ludobójczej czystki etnicznej na polskiej ludności cywilnej w województwach lwowskim, tarnopolskim i stanisławowskim, których ofiarą padło około 100 000 osób, z czego na Wołyniu zginęło 40–60 tys. Polaków, w województwach lwowskim, tarnopolskim i stanisławowskim od 20–25 do 40 tys., zaś na ziemiach współczesnej Polski od 6 do 8 tysięcy Polaków.
12 października 2007 został pośmiertnie nagrodzony tytułem Bohatera Ukrainy przez prezydenta Ukrainy Wiktora Juszczenkę. Dekret Juszczenki został uchylony prawomocnym orzeczeniem Okręgowego Sądu Administracyjnego w Doniecku. 2 sierpnia 2011 r. Naczelny Sąd Administracyjny Ukrainy utrzymał w mocy decyzję donieckiego sądu.

## Młodość
Był synem sędziego powiatowego Osypa Zynowija Szuchewycza i Eugenii z domu Stoćka – córki proboszcza greckokatolickiego z Ohladowa, wnukiem Wołodymyra i Herminy Szuchewycz, prawnukiem Osypa Szuchewycza. Urodzony w Krakowcu, gdy miał 6 lat w związku z przeniesieniem służbowym ojca cała rodzina przeprowadziła się do Kamionki Strumiłowej. Po rozpoczęciu nauki w gimnazjum akademickim we Lwowie zamieszkał u babci Herminy – wdowy po profesorze Wołodymyrze Szuchewyczu. Jego stryjem był adwokat Stepan Szuchewycz. W gimnazjum Roman należał do Płastu oraz Organizacji Wyższych Klas Ukraińskich Gimnazjów. Po marcu 1923 wstąpił do Ukraińskiej Organizacji Wojskowej.
Maturę z odznaczeniem zdał w 1925, jednak nie dostał się na studia we Lwowie. Rozpoczął więc studia na Politechnice Gdańskiej w Wolnym Mieście Gdańsku, po roku (w 1926) przeniósł się na Politechnikę Lwowską, gdzie w 1934 ukończył studia na Wydziale Budowy Mostów.
W latach 1928–1929 odbywał służbę wojskową w Wojsku Polskim, nie zezwolono mu na ukończenie podchorążówki i przeniesiono do innego pułku. Wyszkolenie wojskowe uzupełnił później w Niemczech oraz na kursach organizowanych przez OUN na terenie Wolnego Miasta Gdańska.

## Działalność do roku 1939
Działalność polityczną rozpoczął Szuchewycz już w czasie nauki w gimnazjum, gdzie poznał Jewhena Konowalca (twórcę Ukraińskiej Organizacji Wojskowej) i włączył się w działalność niepodległościową (w 1923 roku wstąpił do UWO). W roku 1929 wraz z całą organizacją wszedł w szeregi OUN, gdzie zajmował stanowisko w referacie wojskowym.
Według Grzegorza Motyki w 1926 roku wraz z Bohdanem Pidhajnym uczestniczył w zamachu na kuratora Stanisława Sobińskiego. Brał udział w podejmowaniu decyzji o zamachu na posła Tadeusza Hołówkę 29 sierpnia 1931 w Truskawcu. Był organizatorem zamachu na podkomisarza Policji Państwowej, Emiliana Czechowskiego, którego wykonawcą 22 marca 1932 we Lwowie miał być jego przyszły szwagier, Jurko Berezynski. Organizował zamachy na pocztę w Gródku Jagiellońskim oraz na konsulat ZSRR we Lwowie. Po zamachu na ministra Bronisława Pierackiego, aresztowany 18 czerwca 1934 i 7 lipca osadzony na pół roku w obozie dla więźniów politycznych w Berezie Kartuskiej. Świadek w procesie o zabójstwo Pierackiego, sądzony następnie we lwowskim procesie działaczy OUN (25 maja – 26 czerwca 1936) za działalność antypaństwową (przynależność do krajowej egzekutywy OUN). Skazany 26 czerwca 1936 na trzy lata więzienia z zaliczeniem okresu tymczasowego aresztowania. Więzienie opuścił w styczniu 1937, prowadził we Lwowie firmę reklamową. W grudniu 1938 po nielegalnym przekroczeniu granicy polsko-czechosłowackiej udał się na Ruś Zakarpacką, gdzie organizował ukraińskie oddziały wojskowe tzw. Siczy Karpackiej. Po zajęciu Ukrainy Karpackiej przez wojska węgierskie w marcu 1939 wyjechał do Wiednia. Po agresji III Rzeszy i ZSRR na Polskę i rozpoczęciu okupacji niemieckiej w Polsce jesienią 1939 przybył do Krakowa, gdzie działał w tolerowanych przez okupanta strukturach OUN.

## Działalność w latach 1939–1942
Na Krajowej Konferencji OUN 10 lutego 1940 wybrany w skład Rewolucyjnego Prowodu i mianowany Prowidnykiem OUN-B na teren Generalnego Gubernatorstwa.

### Służba w batalionie „Nachtigall”
W roku 1941 zastępca dowódcy batalionu Nachtigall. Nachtigall stanowił część Drużyn Ukraińskich Nacjonalistów (DUN), utworzonych przez Abwehrę z ukraińskich nacjonalistów do zadań sabotażu i dywersji w planowanej wojnie z ZSRR. Batalion organizowano w Neuhammer na Dolnym Śląsku jako część pułku Brandenburg. Szkolenie nadzorował Theodor Oberländer, profesor politologii w randze porucznika Abwehry.
W przededniu ataku Niemców na ZSRR, batalion przerzucono do Rzeszowa, stamtąd pieszo dotarł w okolice Radymna. 27 czerwca 1941 r. Niemcy przerzucili go w rejon Lwowa. 30 czerwca o godzinie 4.30 nad ranem jako pierwsza zwarta jednostka wkroczył do Lwowa, zajmując bez oporu sowieckiego ratusz, archikatedrę Świętego Jura i lwowskie więzienia. O 6.30 delegacja żołnierzy batalionu została przyjęta przez metropolitę Andrzeja Szeptyckiego.
Przed wycofaniem się ze Lwowa NKWD wymordowało prawie wszystkich więźniów politycznych (Polaków i Ukraińców) z więzień lwowskich (więzienie śledcze NKWD – Zamarstynów, Brygidki, więzienie przy ulicy Łąckiego) – co najmniej 7000 osób (dokładna liczba nie jest znana, niektóre ofiary zostały spalone żywcem). Wśród zamordowanych znalazł się brat Romana Szuchewycza – Jurij Szuchewycz. NKWD dokonało podobnych zbrodni wojennych we wszystkich więzieniach, których nie mogło ewakuować (Drohobycz, Czortków itd.).
Wkrótce po wejściu Wehrmachtu do Lwowa, w różnych częściach miasta rozpoczęły się pogromy Żydów. Pretekstem do ich rozpoczęcia była masakra więźniów politycznych dokonana przez NKWD. Oskarżono o nią Żydów. Natychmiast po wejściu Niemców milicja ukraińska i grupy z marginesu społecznego miasta rozpoczęły plądrowanie miasta poszukując Żydów. Byli oni doprowadzani do punktów zbiorczych, a stamtąd wysyłani do różnych upokarzających prac. Część z nich zapędzona została do lwowskich więzień. Według relacji świadków, przytaczanych przez Dietera Schenka, w więzieniu Brygidki i w więzieniu NKWD żołnierze „Nachtigall” wzięli aktywny udział w pogromie: podjudzali do okrucieństwa, bili Żydów i strzelali do nich. W Brygidkach ukraińscy żołnierze nadzorujący wynoszenie i grzebanie ciał strzelali na dziedzińcu do pracujących Żydów. Również w więzieniu NKWD, żołnierze „Nachtigalla” mieli popędzać i bić wywożących ciała Żydów. Potem na rozkaz niemieckiego oficera utworzyli szpaler i kłuli przebiegających Żydów bagnetami zabijając wielu z nich. Wieczorem Niemcy rozstrzelali w Brygidkach grupę wybitnych osobistości żydowskich. Wśród zabitych byli: Henryk Hescheles, do 1939 redaktor naczelny dziennika „Chwila” i Jecheskiel Lewin, rabin reformowanej synagogi Tempel i do 1939 redaktor tygodnika Opinia.
Według Grzegorza Motyki, co jest również zgodną opinią badaczy Holocaustu, niektórzy żołnierze Nachtigall prawdopodobnie wzięli udział w pogromie Żydów we Lwowie, nie jako zorganizowany oddział, ale pojedynczo. Mogli to być żołnierze uprzednio zwolnieni na przepustki.
Dieter Schenk stwierdza, że batalionowi nie wydano rozkazu, by w jakiejkolwiek formie uczestniczył w masakrach, natomiast żołnierze pochodzący ze Lwowa dostawali na dzień przepustki i nie ulega wątpliwości uczestnictwo żołnierzy „Nachtigall” w pogromie, w szczególności w więzieniu „Brygidki”, gdzie tworzyli szpaler i bili przebiegających środkiem Żydów kolbami karabinów i innymi przedmiotami.
Również John-Paul Himka uważa, że batalion jako oddział nie brał udziału ani w pogromie, ani w egzekucjach.
We Lwowie batalion pełnił zadania wartownicze – zajmował się zabezpieczeniem budynków publicznych, w tym m.in. budynku radiostacji lwowskiej, podczas ogłaszania aktu odnowienia Państwa Ukraińskiego. Po ogłoszeniu w dniu 30 czerwca 1941 deklaracji niepodległości Ukrainy i powołaniu rządu Jarosława Stećki Szuchewycz został mianowany wiceministrem spraw wojskowych.
Wbrew upowszechnianej w latach 1959–1989 wersji sowieckiej żołnierze batalionu Nachtigall nie brali udziału w nocy z 3 na 4 lipca 1941 r. w aresztowaniu profesorów lwowskich i w ich egzekucji.
7 lipca 1941 r. batalion został wraz z 1 dywizją strzelców górskich Wehrmachtu skierowany w kierunku Kijowa przez Złoczów, Tarnopol, Satanów, Płoskirów i Winnicę. Pod Winnicą żołnierze oddziału zwiadu batalionu rozstrzelali w co najmniej dwóch wsiach nieznaną liczbę Żydów.
Rząd Stećki został aresztowany przez Niemców 10 lipca 1941 r. Według Iwana Patrylaka, powołującego się na wspomnienia żołnierzy batalionu, po aresztowaniu rządu Stećki Szuchewycz wysłał do Oberkommando der Wehrmacht oświadczenie, że w tej sytuacji oddziały „Nachtigall” i „Roland” nie mogą pozostać w składzie armii niemieckiej. Nieobecny we Lwowie Szuchewycz uniknął aresztowania przez Gestapo, zarówno w lipcu, jak i jesienią 1941, gdy Niemcy przeprowadzali masowe aresztowania wśród działaczy OUN, po ostatecznej odmowie Bandery i Stećki odwołania ogłoszonej 30 czerwca deklaracji niepodległości Ukrainy.

### Służba w 201 batalionie Schutzmannschaft

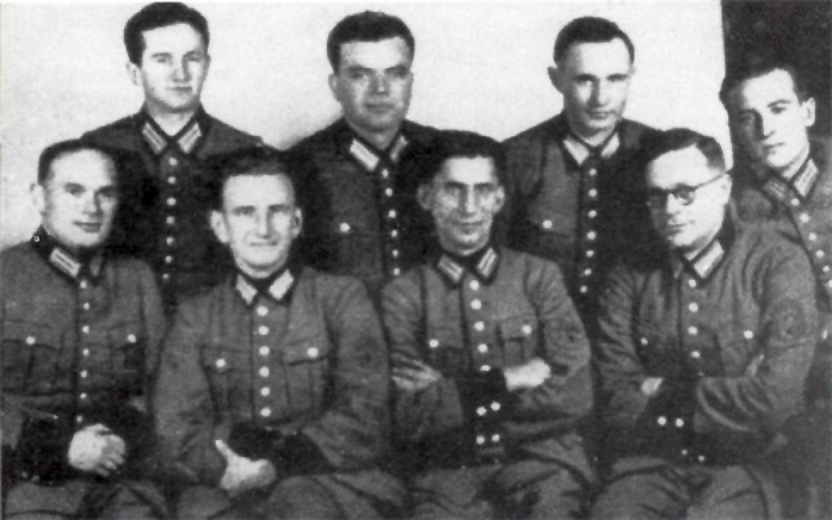
Członkowie 201 Batalionu, Roman Szuchewycz siedzi drugi od lewej

Po rozwiązaniu w październiku 1941 przez Niemców batalionu, 1 grudnia 1941 Szuchewycz wraz z innymi żołnierzami batalionu podpisał roczny kontrakt na służbę w 201 batalionie policyjnym, w który przekształcono bataliony Nachtigall i Roland – w stopniu kapitana (niem. Hauptmann) i został dowódcą kompanii. Służba była dobrowolna, jedynie 15 członków Nachtigalla i Rolanda (z liczby ok. 650), odmówiło podpisania kontraktów. Zostali oni natychmiast wysłani do obozów pracy.
16 marca 1942 batalion w sile 650 policjantów otrzymał rozkaz wymarszu na wschód. Wyruszył z Frankfurtu 19 marca i został skierowany na tereny obecnej Białorusi, gdzie zluzował łotewski batalion policyjny. Za zadanie miał ochronę obiektów (mostów, sztabów itp.) oraz, jako jednostka policyjno-pacyfikacyjna, walkę z radziecką partyzantką. Batalion wchodził w skład 62 pułku 201 Dywizji Ochronnej, która od lipca 1942 była podporządkowana SS-Obergruppenführerowi Erichowi von dem Bach-Zelewskiemu, Dowódcy SS i Policji w strefie Grupy Armii Środek. Batalion został rozdzielony pomiędzy 12 umocnionych punktów na terenie o powierzchni około 2400 km². 2 kompania por. Brygidera została wydzielona do ochrony sztabu w Borowkach. W przeciągu 9 miesięcy służby żołnierze batalionu zabili ok. 2000-2500 sowieckich partyzantów, tracąc 49 zabitych i 40 rannych.
Z uwagi na stosunek strat (40:1) zarówno Grzegorz Motyka, jak i Per Anders Rudling uważają, że ofiarą batalionu padała również ludność cywilna, a rzeczą dotychczas nie wyjaśnioną jest jego ewentualny udział w pacyfikacji także białoruskich wsi, gdyż źródła nie zawierają informacji na ten temat. Według Rudlinga pomijanie przez ukraińskich weteranów 201 Batalion Schutzmannschaft w powojennych wspomnieniach szczegółowej lokalizacji geograficznej działań na Białorusi uniemożliwia powiązanie batalionu z konkretnymi zbrodniami dokonanymi na ludności cywilnej w danej miejscowości. Jego zdaniem rzekome antypartyzanckie działania miały być de facto kampanią zagłady, gdzie w raportach pod rubryką bandytów wpisywani byli rozstrzelani Żydzi.
Zdaniem ukraińskiego politologa Ołeksija Martynowa i historyka Adolfa Kondrackiego Batalion 201 wziął udział w represyjno-pacyfikacyjnych akcjach na Wołyniu i na Białorusi, w których popełnił zbrodnie na żydowskiej, białoruskiej i ukraińskiej ludności cywilnej. Obaj obarczają batalion winą za pacyfikację ukraińskiej wsi Kortelisy (22 września 1942) i twierdzą, że jego żołnierze spalili tam żywcem 2875 osób. Za sprawców zbrodni w Kortelisach historiografia przyjmuje powszechnie zapasową kompanię policyjną Nürnberg z III batalionu 15 Pułku Policyjnego SS. Ofiarą tej samej akcji pacyfikacyjnej padły również sąsiednie wsie Borki, Zabłocie i Borysówka.
Według Martynowa i Kondrackiego Szuchewycz za służbę dla Niemiec otrzymał dwukrotnie Krzyż Żelazny.
Frank Golczewski z Uniwersytetu w Hamburgu opisując działania 201 Batalionu Schutzmannschaft stwierdził, że polegały one na walce z partyzantami i mordowaniu Żydów, jednak jak zauważył Per Anders Rudling, nie podał źródła tej informacji.

## Działalność po roku 1942

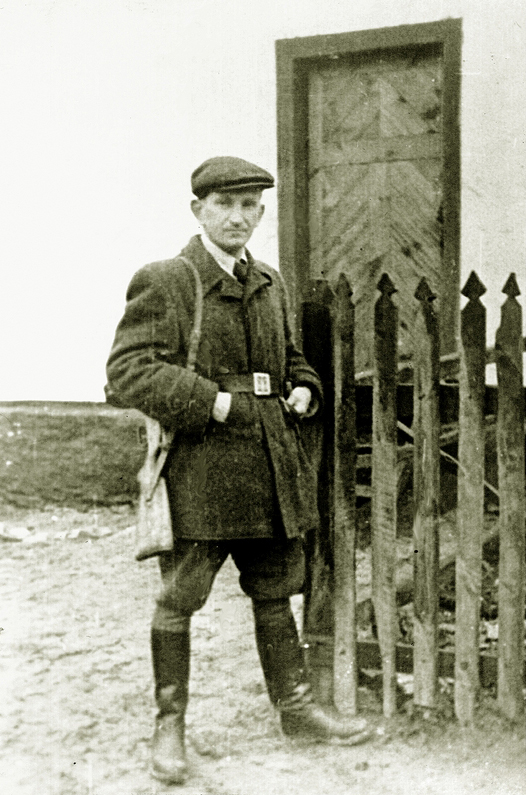
Roman Szuchewycz, listopad 1943

Po wygaśnięciu kontraktu odmówił jego przedłużenia i został w styczniu 1943 przewieziony do Lwowa. Tu, by uniknąć spodziewanego aresztowania przez Gestapo przeszedł do konspiracji.
Po przejściu do konspiracji organizował UPA. 13 maja 1943 na konferencji Centralnego Prowodu OUN-B pozbawiono funkcji p.o. prowidnyka Mykołę Łebedia, jego miejsce zajęli kolegialnie jako Biuro Prowodu: Zinowij Matła, Dmytro Majiwśkyj i Roman Szuchewycz – ten jako „główny prowidnyk”. Na III Nadzwyczajnym Zjeździe OUN-B (21–25 sierpnia 1943) Szuchewycz powołany został na komendanta głównego UPA w randze generała. W 1944 roku doprowadził do zjednoczenia ukraińskich organizacji politycznych w UHWR (Ukraińska Główna Rada Wyzwoleńcza), obejmując jednocześnie funkcję sekretarza generalnego UHWR i formalnie podporządkował jej UPA. Faktycznie skoncentrował w ten sposób w swych rękach władzę wojskową i polityczną ukraińskiego podziemia. Po uwolnieniu Stepana Bandery z obozu koncentracyjnego Sachsenhausen w końcu 1944, Szuchewycz uznał władzę Bandery jako głównego prowidnyka OUN-B, zachowując przywództwo w kraju. Formalnie ustaliła to konferencja OUN-B w lutym 1945, która określiła nowy skład Biura Prowodu. Na jego czele stanął Stepan Bandera, jego zastępcami byli Jarosław Stećko i Roman Szuchewycz.
UHWR nadała mu w 1946 roku stopień generała. 5 marca 1950 roku w wiosce Biłohorszcze koło Lwowa Szuchewycz został rozpoznany przez agenta NKWD, zginął w obławie wojsk NKWD. Jego prochy, po spaleniu, wsypano do Zbrucza, a cała rodzina (m.in. syn, Jurij Szuchewycz) poniosła zbiorową odpowiedzialność (więzienia, łagry).

## Odpowiedzialność za czystki etniczne
Rola Romana Szuchewycza w podejmowaniu decyzji o przeprowadzeniu tzw. rzezi wołyńskiej nie została dotychczas w pełni wyjaśniona. Prokurator IPN Piotr Zając jako głównego decydenta w tej zbrodni wskazuje dowódcę UPA-Północ Dmytra Klaczkiwskiego, który podjął tę decyzję na własną rękę bez konsultacji z Prowodem OUN-B. Niemniej Szuchewycz na III konferencji OUN-B w lutym 1943 r. należał do osób wymieniających Polaków jako największych wrogów Ukrainy i – według jednej z hipotez – złamanie ustaleń III Konferencji, mówiących jakoby o nierozpoczynaniu działań zbrojnych na dużą skalę na Wołyniu wiosną 1943 r., było efektem cichej umowy pomiędzy Klaczkiwskim a Szuchewyczem. Nie ulega wątpliwości, że antypolską czystkę na Wołyniu Szuchewycz po czasie zaakceptował i bronił Klaczkiwskiego przed zarzutami niektórych działaczy OUN.
W przypadku czystki etnicznej w Małopolsce Wschodniej Roman Szuchewycz, będąc wówczas komendantem głównym UPA, ludobójcze działania co najmniej koordynował. Najpóźniej w marcu Główne Dowództwo UPA wydało rozkaz wypędzenia Polaków pod groźbą śmierci. Szczegółowe instrukcje powtórzył rozkaz z maja 1944 r.:

Z uwagi na oficjalne stanowisko polskiego rządu w sprawie współpracy z Sowietami należy Polaków z naszych ziem usuwać. Proszę to tak rozumieć: dawać polskiej ludności polecenia wyprowadzenia się w ciągu kilku dni na rdzenne polskie ziemie. Jeśli tego nie wykonają, wtedy wysyłać bojówki, które mężczyzn będą likwidować, a chaty i majątek palić (rozbierać)

W lipcu 1944 r. na Zjeździe UHWR Szuchewycz przyznał, że na Wołyniu miała miejsce „likwidacja” ludności polskiej jako odpowiedź na rzekomą współpracę Polaków z Niemcami. Odnośnie do sytuacji w Małopolsce stwierdził: „Dowództwo UPA wydało rozkaz wysiedlania Polaków, jeśli sami się nie przesiedlą. Ataki są kontynuowane.”.
W sprawie zbrodni popełnionych przez ukraińskich nacjonalistów na ludności polskiej Wołynia śledztwo prowadzi Oddziałowa Komisja Ścigania Zbrodni przeciwko Narodowi Polskiemu w Lublinie. W sprawie zbrodni popełnionych w Małopolsce Wschodniej (województwa tarnopolskie, stanisławowskie i lwowskie) śledztwa prowadzi Oddziałowa Komisja ŚZPNP we Wrocławiu. Zbrodnie zostały zakwalifikowane prawnie jako ludobójstwo.

## Upamiętnienie

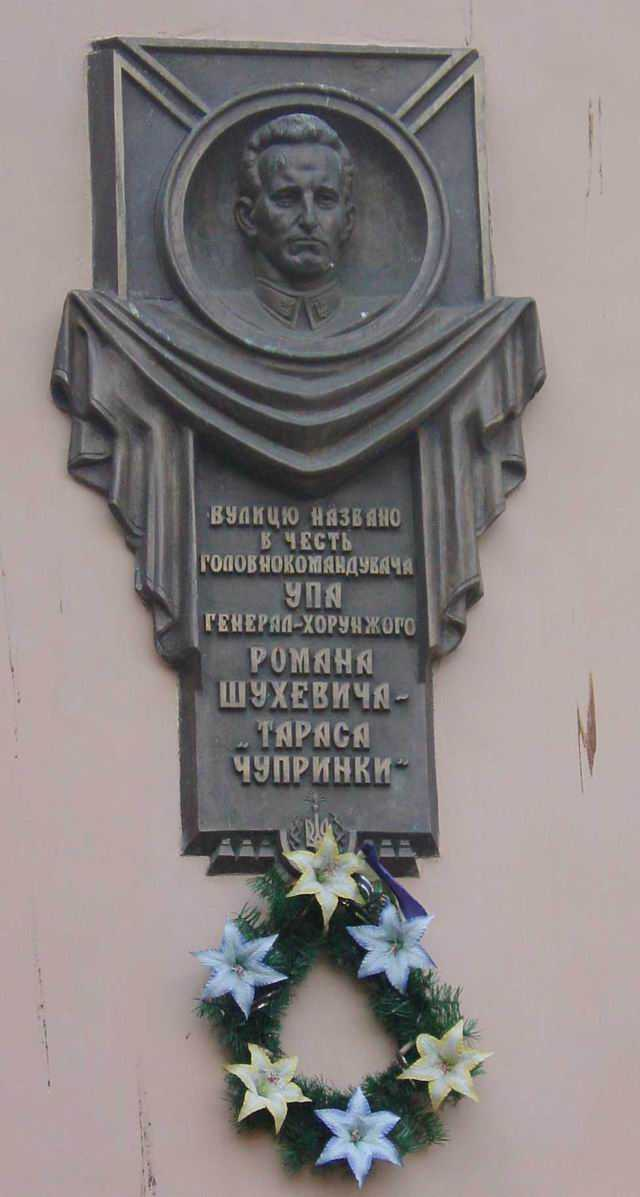
Tablica informująca o nadaniu imienia ulicy Szuchewycza na elewacji Szkoły Średniej nr 10 im. św. Marii Magdaleny we Lwowie (z polskim językiem nauczania)

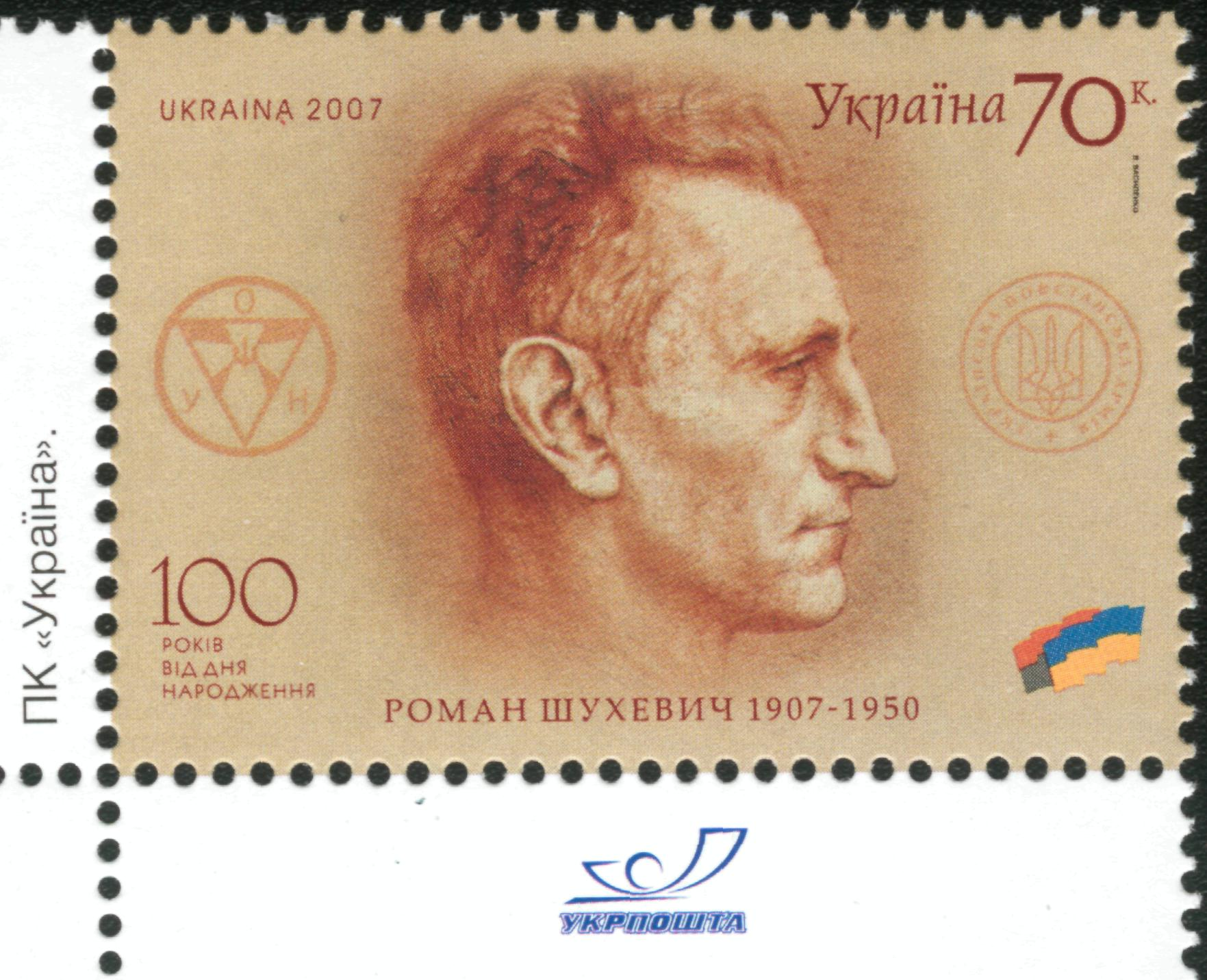
Znaczek poczty Ukrainy z profilem Romana Szuchewycza 2007

Po uzyskaniu przez Ukrainę niepodległości w 1991 roku kult Romana Szuchewycza wśród Ukraińców przejawia się systematycznymi akcjami nazywania jego imieniem ulic, placów i szkół w wielu miejscowościach.
Roman Szuchewycz otrzymał z rąk rad miejskich władz ukraińskich honorowe obywatelstwo wielu miast na terenie dzisiejszej Ukrainy Zachodniej, są to m.in. Lwów, Iwano-Frankiwsk, Tarnopol, Trembowla, Borysław, Jaworów (a także rejon jaworowski), Nowojaworiwsk, Warasz, Chust (tytuł honorowego obywatela tego ostatniego miasta został przyznany 10 marca 2010, odebrany na wniosek w maju 2011).
Pierwszy pomnik upamiętniający Szuchewycza powstał w Buffalo (USA) w 1968 z inicjatywy tamtejszych Ukraińców za zgodą miejscowych władz. Obecnie na Ukrainie istnieją trzy pomniki poświęcone Szuchewyczowi, wybudowane z inicjatywy tutejszych władz ukraińskich, jeden z nich wybudowano w styczniu 2009 roku w miejscu gdzie poległ dowódca UPA – Biłohorszczu.
12 października 2007 Roman Szuchewycz został pośmiertnie nagrodzony tytułem Bohatera Ukrainy przez prezydenta Ukrainy Wiktora Juszczenkę. Po czterech latach w 2011 r. Okręgowy Sąd Administracyjny w Doniecku anulował ten dekret.
Szuchewycz posiada także kilka muzeów poświęconych swojej postaci, mieszczą się one m.in. we Lwowie, Biłohorszczu (zniszczone 1 stycznia 2024 przez rosyjskiego drona podczas inwazji Rosji na Ukrainę) i w Knihiniczach, muzeum ma powstać także w Krakowcu (w tym mieście istnieje już szkoła imienia Romana Szuchewycza). Jego imieniem nazwano także „Muzeum Historii Zmagań Wyzwoleńczych Wsi Tyszkowce”, rodzinnej wsi rodu Szuchewyczów.
Imię Romana Szuchewycza nadano ulicom m.in. we Lwowie, Równem, Drohobyczu, Łucku, Odessie i Kijowie.
W marcu 2021 roku rada miejska w Tarnopolu podjęła uchwałę w sprawie nadania tamtejszemu stadionowi miejskiemu imienia Romana Szuchewycza, co spotkało się z powszechną krytyką i protestami w Polsce i Izraelu oraz doprowadziło do zerwania przez kilka polskich miast umów partnerskich z Tarnopolem.